# Rieulay
Pour les articles homonymes, voir Marchienne.
Rieulay  est une commune française située dans le département du Nord, en région Hauts-de-France.

## Géographie

### Localisation
Rieulay est un bourg de l'Ostrevant, dans l'ancien bassin minier du Nord-Pas-de-Calais, situé à vol d'oiseau à 13 km à 'est de Douai, 30 km au sud-est de Lille, 16 km au sud-ouest de la frontière franco-belge et 28 km de Tournai, 18 km à l'ouest de Valenciennes et 23 km au nord de Cambrai.
Il fait partie du parc naturel régional Scarpe-Escaut.
La commune se trouve dans l'aire d'attraction de Lille (partie française), dans l'unité urbaine de Valenciennes (partie française), la zone d'emploi de Douai et le bassin de vie de Somain.

### Communes limitrophes
Les communes limitrophes sont  Bruille-lez-Marchiennes, Fenain, Marchiennes, Pecquencourt, Somain, Vred et Wandignies-Hamage.

### Géologie et relief
La superficie de la commune est de 7,29 km2 ; son altitude varie de 16  à   27 mètres.

### Hydrographie

#### Réseau hydrographique

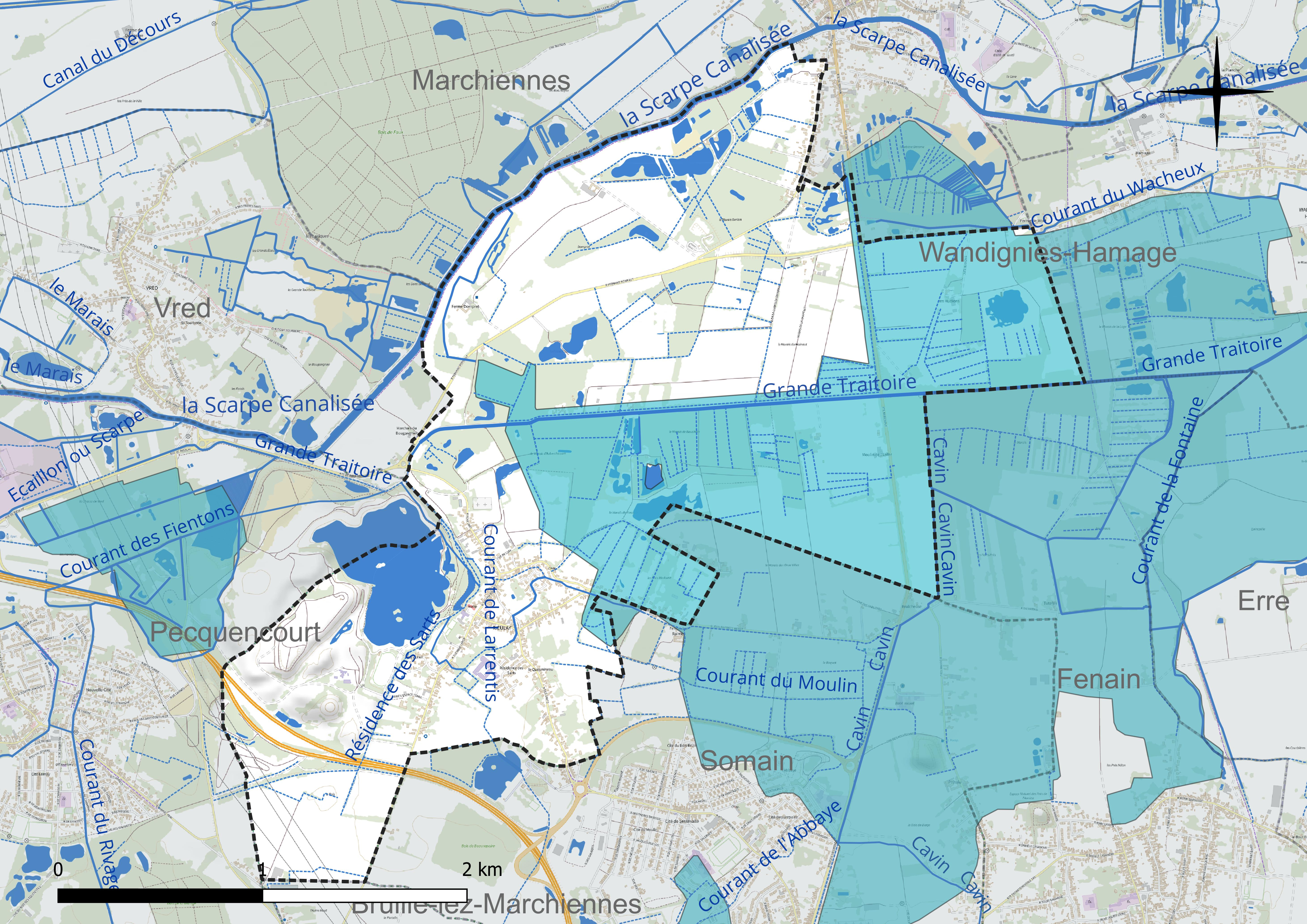
Réseau hydrographique de Rieulay.

La commune est située dans le bassin Artois-Picardie.
Elle est drainée par la Scarpe canalisée, la Grande Traitoire, le Cavin, le Courant de Larrentis, le Courant de Beaurepaire, la Résidence des Sarts, le Courant du Moulin et divers autres petits cours d'eau,.
La Scarpe canalisée et une section canalisée de la Scarpe, d'une longueur de 67 km, prend sa source dans la commune de Arras et se jette  dans l'Escaut canalisée à Mortagne-du-Nord, après avoir traversé 34 communes.
La Grande Traitoire  est un canal, chenal et un cours d'eau naturel non navigable, d'une longueur de 24 km, qui prend sa source dans la commune de Pecquencourt et se jette  dans la Scarpe canalisée à Château-l'Abbaye, après avoir traversé onze communes.

#### Gestion et qualité des eaux
Le territoire communal est couvert par le schéma d'aménagement et de gestion des eaux (SAGE) « Scarpe aval ». Ce document de planification concerne un territoire de 624 km2 de superficie, délimité par le bassin versant de la Scarpe aval, comprenant la Pévèle, la plaine de la Scarpe et le bassin minier avec l'Ostrevent. Le périmètre a été arrêté le 18 mars 1997 et le SAGE proprement dit a été approuvé le 12 mars 2009, puis révisé le 5 juillet 2021. La structure porteuse de l'élaboration et de la mise en œuvre est le parc naturel régional Scarpe-Escaut.
La qualité des cours d'eau peut être consultée sur un site dédié géré par les agences de l'eau et l'Agence française pour la biodiversité.

### Climat
Pour des articles plus généraux, voir Climat des Hauts-de-France et Climat du Nord.
En 2010, le climat de la commune est de type climat océanique dégradé des plaines du Centre et du Nord, selon une étude du CNRS s'appuyant sur une série de données couvrant la période 1971-2000. En 2020, Météo-France publie une typologie des climats de la France métropolitaine dans laquelle la commune est exposée à un climat océanique et est dans la région climatique Nord-est du bassin Parisien, caractérisée par un ensoleillement médiocre, une pluviométrie moyenne régulièrement répartie au cours de l'année et un hiver froid (3 °C).
Pour la période 1971-2000, la température annuelle moyenne est de 10,6 °C, avec une amplitude thermique annuelle de 14,5 °C. Le cumul annuel moyen de précipitations est de 701 mm, avec 11,8 jours de précipitations en janvier et 9,2 jours en juillet. Pour la période 1991-2020, la température moyenne annuelle observée sur la station météorologique la plus proche, située sur la commune de Douai à 13 km à vol d'oiseau, est de 11,0 °C et le cumul annuel moyen de précipitations est de 729,2 mm,. Pour l'avenir, les paramètres climatiques de la commune estimés pour 2050 selon différents scénarios d'émission de gaz à effet de serre sont consultables sur un site dédié publié par Météo-France en novembre 2022.

### Milieux naturels et biodiversité

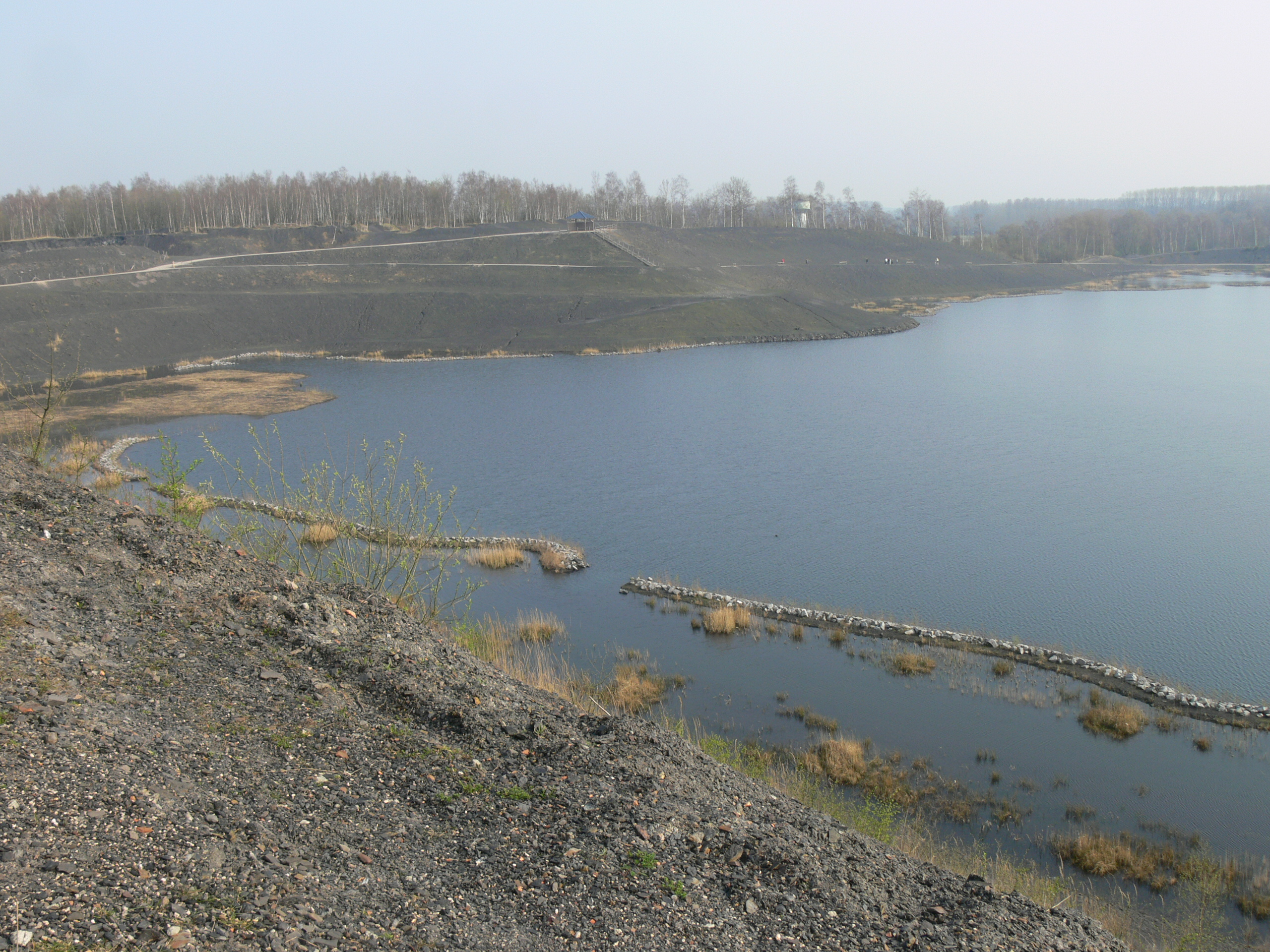
« Terril des argales », à Rieulay, en cours de réhabilitation écologique (Renaturation) avec l'EPF, fin mars 2007.

### Site des Argales

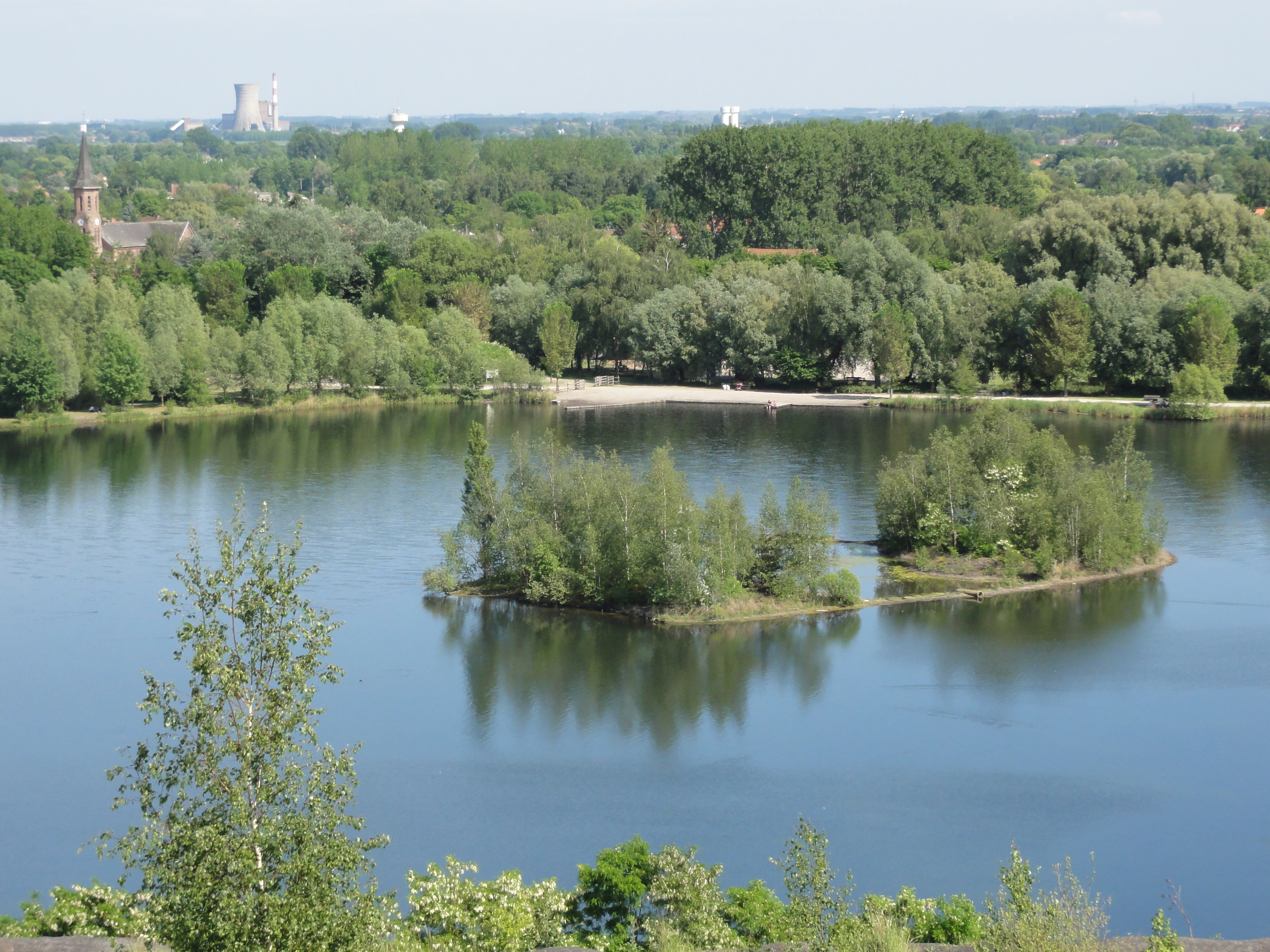
Rieulay - Terril no 144.

Il s'agit d'une ancienne tourbière et de quelques prairies transformées dans les années 1900 en vaste domaine industriel ; les Houillères du Bassin minier du Nord-Pas-de-Calais y ont - du début des années 1900 à 1975 - accumulé une très grande quantité de stériles miniers (essentiellement constitués de grès et de schistes noirs), qui en profondeur deviennent peu à peu rouges sous l'action de la chaleur auto-entretenue dans le terril par un phénomène de combustion lente,,
En 1975, alors que le terril s'étendait sur 140 ha (sur la commune de Rieulay, mais aussi en partie sur la commune de Pecquencourt, les houillères ont décidé d'exploiter les restes de charbons qui se trouvaient encore dans le terril, activité qui a cessé en 1988, laissant un site déstructuré par l'exploitation et un vaste bac à schlamms (bassin de décantation des schlamms, boues noires issues du lavage des restes de charbons).
Le site a ensuite fait l'objet d'un programme de paysagement, d'un classement en Espaces Naturels Sensibles (par le Conseil général du Nord et de réhabilitation écologique qui a permis d'en faire un cœur de nature et de le réintégrer dans le paysage et le cadre de vie de la commune. Comme c'est le cas de la plupart des ENS, le site est en partie ouvert à certains loisirs et à la découverte de la nature : une partie des zones humides est ouverte à la pratique de la pêche et de la voile. Une autre partie est ouverte aux loisirs équestres et au VTT (sur les pistes réservées à cet effet), un parking et la Maison du terril de Rieulay accueillant les visiteurs qui peuvent trouver des informations et des visites guidées.

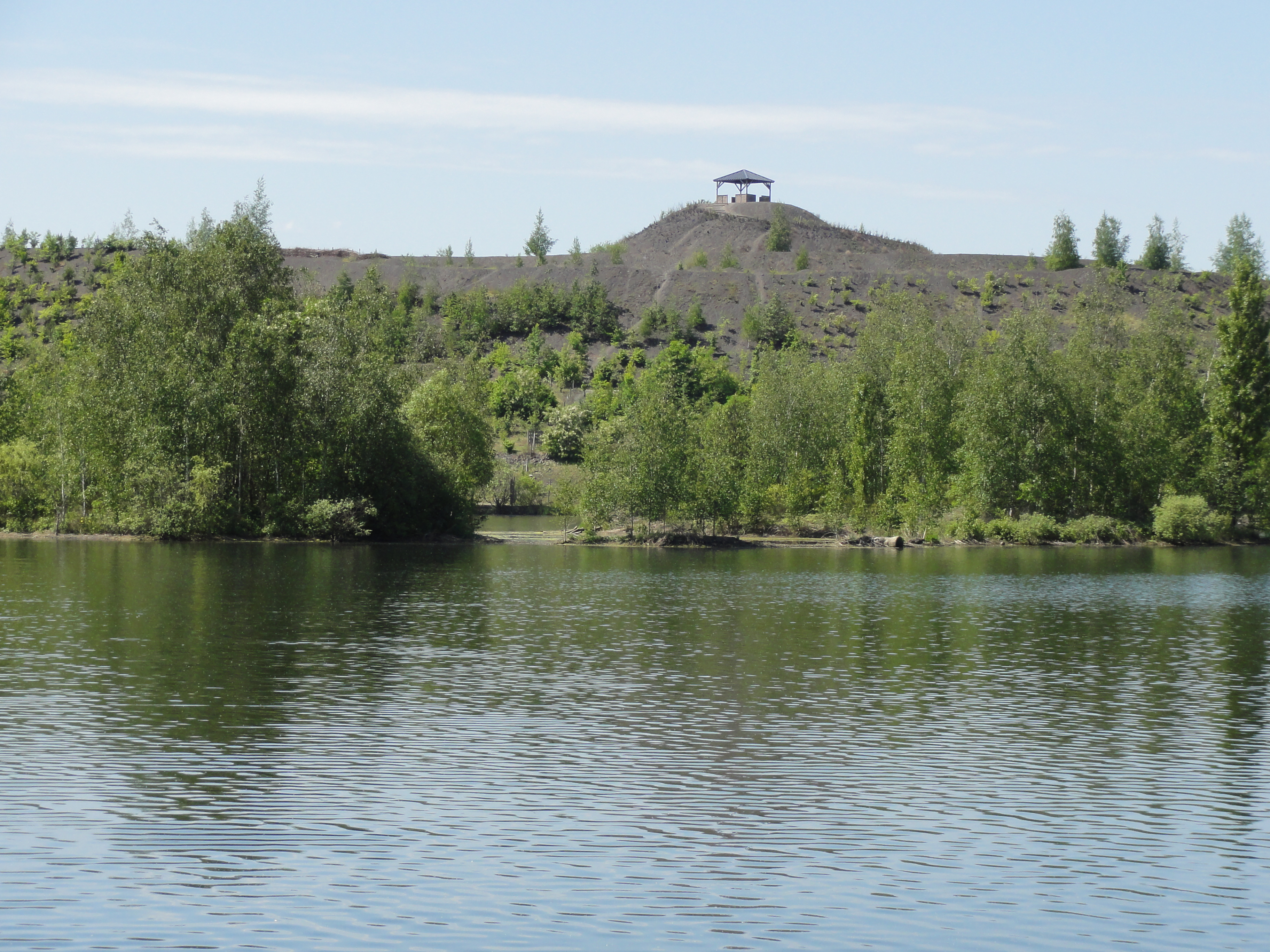
Le terril dans sa partie la plus récente.

Le reste du site est consacré à la nature et au paysage culturel que constitue ce site.
Le remodelage (mise en sécurité) et la réhabilitation du terril et de ses dépressions humides ont permis de l'intégrer (comme élément renaturé) dans les éléments paysagers, naturels et culturels (Patrimoine mondial de l'Unesco) du  Parc naturel régional Scarpe-Escaut puis de la Trame verte et bleue régionale et nationale. Des techniques de génie écologique adapté au substrat particulier y ont été mises en œuvre à grande échelle sous l'égide de l'Etablissement Public Foncier du Nord-Pas-de-Calais, durant plusieurs décennies et se prolongeront dans les « plans de gestion » successif qui visent à y favoriser ou préserver la biodiversité, tout en conservant au site une vocation de loisirs et de découverte.
L'EPF puis le gestionnaire encouragent la renaturation du site, avec le retour d'un boisement (bouleaux, l'espèce pionnière typique de ces milieux), tout en le contrôlant pour conserver des espaces ouverts de schistes noir très propices aux espèces pionnières et aux espèces thermophiles (qui apprécie la chaleur du substrat noir qui accumule bien la chaleur du soleil).
Si l'origine du site est artificielle, les processus de recolonisation qui s'y déroulent sont bien l'expression de la naturalité et ils contribuent à la biodiversité. 25 ha sont traités en réserve ornithologique, le site étant devenu un lieu majeur pour l'hivernage des oiseaux d'eau dans la région. Une gestion différentiée et restauratoire est assurée par les gardes du Conseil général, basée sur des opérations de fauchage, le pâturage extensif ou le scrappage, de manière à conserver une mosaïque de milieux adaptée à une grande partie de la biodiversité potentielle du site.
Cette réhabilitation n'est pas une mesure compensatoire financée par les houillères (qui ne payaient pas non plus de taxes professionnelle), mais une opération résultant de la volonté et des financements de la commune du parc naturel et du département et de la région. Le dernier exploitant a contribué au remodelage et aux premiers aménagements.
Ce n'est pas le terril le plus haut d'Europe (qui est situé non loin de là à Loos-en-Gohelle, mais c'est celui dont la base a la plus grande étendue  (si l'on prend en compte que le terril double de Germinies (près de Lallaing) qui cumule 200 ha de surface est en réalité séparés par la Scarpe et constitue donc deux terrils (qui portent d'ailleurs deux numéros différents ; n° 143 « Germinies Sud » et 143A « Germinies Nord »).

## Urbanisme

### Typologie
Au 1er janvier 2024, Rieulay est catégorisée ceinture urbaine, selon la nouvelle grille communale de densité à sept niveaux définie par l'Insee en 2022.
Elle appartient à l'unité urbaine de Valenciennes (partie française), une agglomération internationale regroupant 56  communes, dont elle est une commune de la banlieue,,.
Par ailleurs la commune fait partie de l'aire d'attraction de Lille (partie française), dont elle est une commune de la couronne,. Cette aire, qui regroupe 201 communes, est catégorisée dans les aires de 700 000 habitants ou plus (hors Paris),.

### Occupation des sols

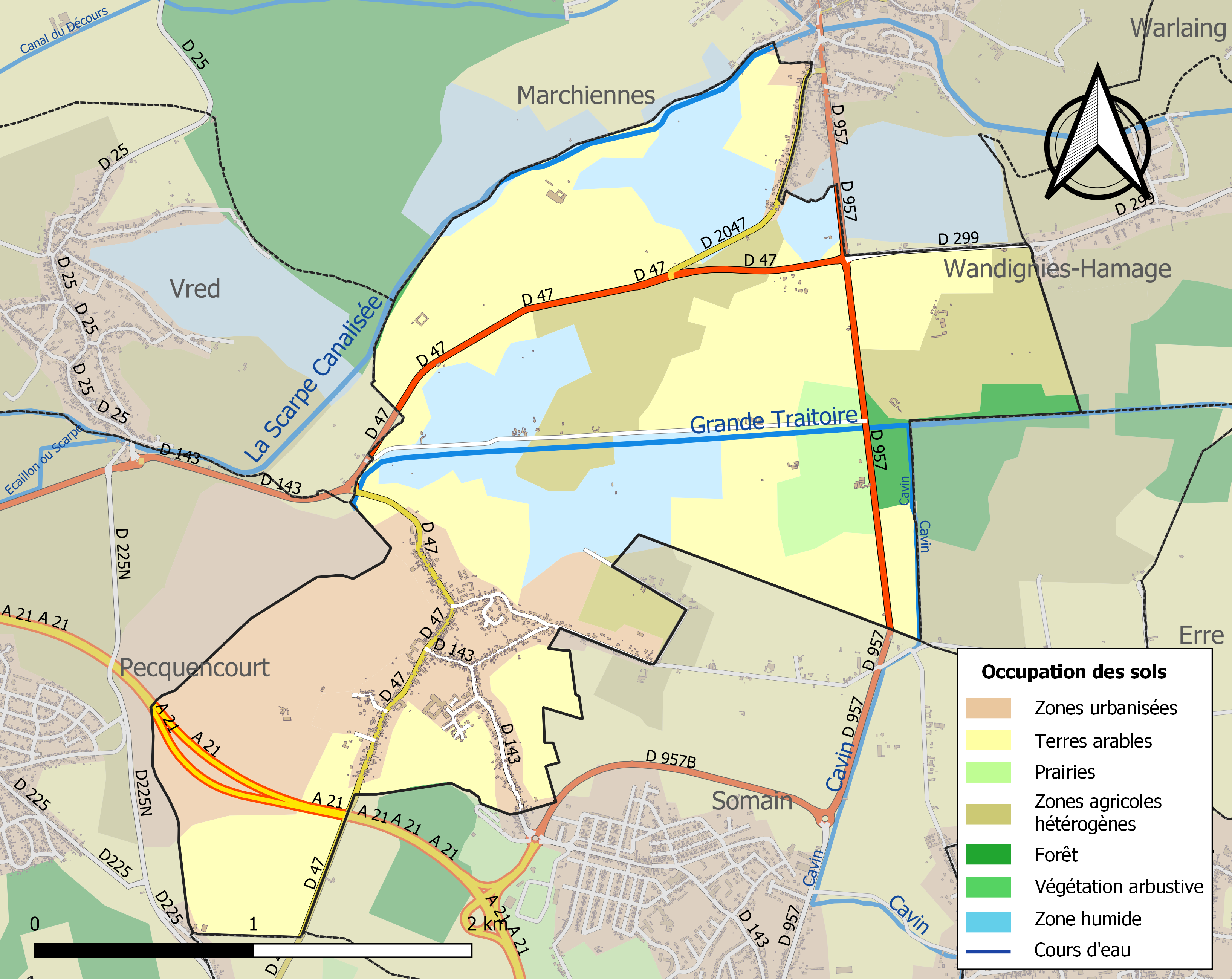
Carte des infrastructures et de l'occupation des sols de la commune en 2018 (CLC).

L'occupation des sols de la commune, telle qu'elle ressort de la base de données européenne d'occupation biophysique des sols Corine Land Cover (CLC), est marquée par l'importance des territoires agricoles (60,7 % en 2018), en diminution par rapport à 1990 (64,2 %).
La répartition détaillée en 2018 est la suivante : terres arables (42,9 %), zones humides intérieures (15,7 %), zones agricoles hétérogènes (14,2 %), mines, décharges et chantiers (11,6 %), zones urbanisées (9,8 %), prairies (3,5 %), forêts (2,2 %).
L'évolution de l'occupation des sols de la commune et de ses infrastructures peut être observée sur les différentes représentations cartographiques du territoire : la carte de Cassini (XVIIIe siècle), la carte d'état-major (1820-1866) et les cartes ou photos aériennes de l'IGN pour la période actuelle (1950 à aujourd'hui).

### Habitat et logement
En 2021, le nombre total de logements dans la commune était de 554, alors qu'il était de 543 en 2016 et de 526 en 2011.
Parmi ces logements, 92,5 % étaient des résidences principales, 1,5 % des résidences secondaires et 6 % des logements vacants. Ces logements étaient pour 97,6 % d'entre eux des maisons individuelles et pour 2,4 % des appartements.
Le tableau ci-dessous présente la typologie des logements à Rieulay en 2021 en comparaison avec celle du Nord et de la France entière. Une caractéristique marquante du parc de logements est ainsi la faible proportion des résidences secondaires et logements occasionnels (1,5 %) par rapport au département (1,8 %) et à la France entière (9,7 %).
| Typologie                                               | Rieulay | Nord | France entière |
| ------------------------------------------------------- | ------- | ---- | -------------- |
| Résidences principales (en %)                           | 92,5    | 90,9 | 82,2           |
| Résidences secondaires et logements occasionnels (en %) | 1,5     | 1,8  | 9,7            |
| Logements vacants (en %)                                | 6       | 7,4  | 8,1            |

### Voies de communication et transports
La commune est desservie par la ligne 19 du réseau urbain Évéole ainsi que par la ligne 851 du réseau interurbain Arc-en-Ciel 2.

## Histoire
La commune absorbe en 1946 celle de Marchiennes-Campagne.
La rue Suzanne-Lanoy porte le nom d'une résistante, elle se nommait avant rue de Bruille.
- Terril de Rieulay de la Compagnie des mines d'Aniche

## Politique et administration

### Rattachements administratifs et électoraux

#### Rattachements administratifs
La commune se trouve dans l'arrondissement de Douai du département du Nord.
Elle faisait partie depuis 1793  du canton de Marchiennes. Dans le cadre du redécoupage cantonal de 2014 en France, cette circonscription administrative territoriale a disparu, et le canton n'est plus qu'une circonscription électorale.

#### Rattachements électoraux
Pour les élections départementales, la commune fait partie depuis 2014 du canton de Sin-le-Noble
Pour l'élection des députés, elle fait partie de la seizième circonscription du Nord.

### Intercommunalité
Rieulay était membre de la  communauté de Communes de l'Est du Douaisis (CCED), un établissement public de coopération intercommunale (EPCI) à fiscalité propre créé fin 2000 et auquel la commune a transféré un certain nombre de ses compétences, dans les conditions déterminées par le code général des collectivités territoriales.
En 2006, cette intercommunalité prend le nom de communauté de communes Cœur d'Ostrevent puis, en 2025, se transforme en communauté d'agglomération sous la dénomination de communauté d'agglomération Cœur d'Ostrevent. La commune en est donc membre.

### Tendances politiques et résultats
Lors du premier tour des élections municipales le 15 mars 2020, quinze sièges sont à pourvoir ; on dénombre 1 023 inscrits, dont 494 votants (48,29 %), 8 votes blancs (1,62 %) et 480 suffrages exprimés (97,17 %). La liste Ensemble pour Rieulay, notre village menée par le maire sortant Marc Delécluse recueille 320 voix (66,67 %) et remporte ainsi treize sièges au conseil municipal contre deux pour la liste Union démocratique pour l'avenir de Rieulay menée par Luc Dupuich avec 160 voix (33,33 %),.

### Liste des maires
Ève Bruniau, historienne de Rieulay, dresse ainsi la liste des maires de la commune jusque 1900 :
| Période                                  | Période        | Identité               | Étiquette  | Qualité |
| ---------------------------------------- | -------------- | ---------------------- | ---------- | --- |
| Les données manquantes sont à compléter. |                |                        |            | |
| 1792                                     |                | Michel Lemaire         |            | |
| 1801                                     | février 1803   | Joachim Groulez        |            | Mort en fonction |
| 1803                                     | février 1830   | Bonaventure Dussart    |            | |
| 1830                                     | septembre 1831 | Honoré Lemaire         |            | |
| 1831                                     | mars 1834      | Michel Lemaire         |            | Brasseur |
| 1834                                     | août 1848      | Pierre-François Lesens |            | |
| septembre 1948                           | janvier 1852   | Michel Lemaire         |            | Brasseur |
| février 1852                             | janvier 1863   | François Wilbaut       |            | |
| février 1863                             | juin 1866      | Louis Villain          |            | |
| août 1866                                | septembre 1870 | Pierre Gambiez         |            | |
| septembre 1870                           | 1880           | Alexis Houseaux        |            | Brasseur |
| juin 1880                                | 1888           | Ghislain Villain       |            | |
| juin 1888                                | 1912           | Henri Descloquemant,   |            | |
|                                          |                |                        |            | |
| années 1960                              | années 1970    | Louis Dellesmes        |            | |
| 1977                                     | 2006           | Daniel Mio,            | PS         | Professeur de mathématiques, syndicaliste SNI-PEGC Administrateur de la MGEN ( ? → 1978) Président du Parc naturel régional Scarpe-Escaut (1989 → 2012) conseiller régional du Nord-Pas-de-Calais (1982 → 1992 et 1997 → 2004) Président du centre historique minier de Lewarde ( ? → 2008) Officier de l’Ordre national du Mérite |
| 2006                                     | 2018           | Laurent Houllier       | PS         | Conseiller Général de Douai-Sud (2004 → 2011) Démissionnaire |
| janvier 2018                             | En cours       | Marc Delécluse         | PS puis SE | Cadre retraité Vice président de la CC puis CA Cœur d'Ostrevent (2020 → ) Réélu pour le mandat 2020-2026, |

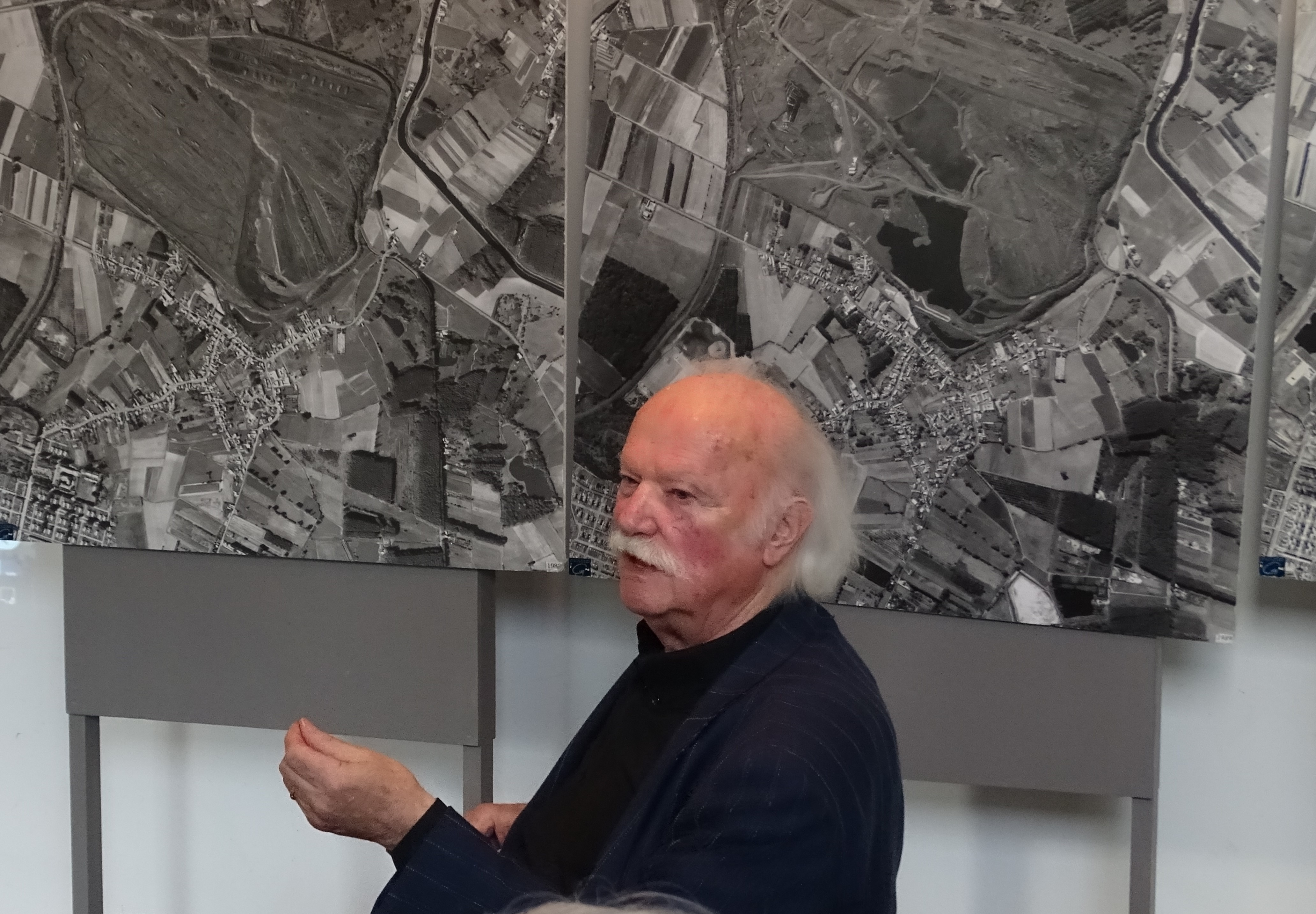
Daniel Mio, en conférence en 2019 sur l'évolution du site du terril des Argales.
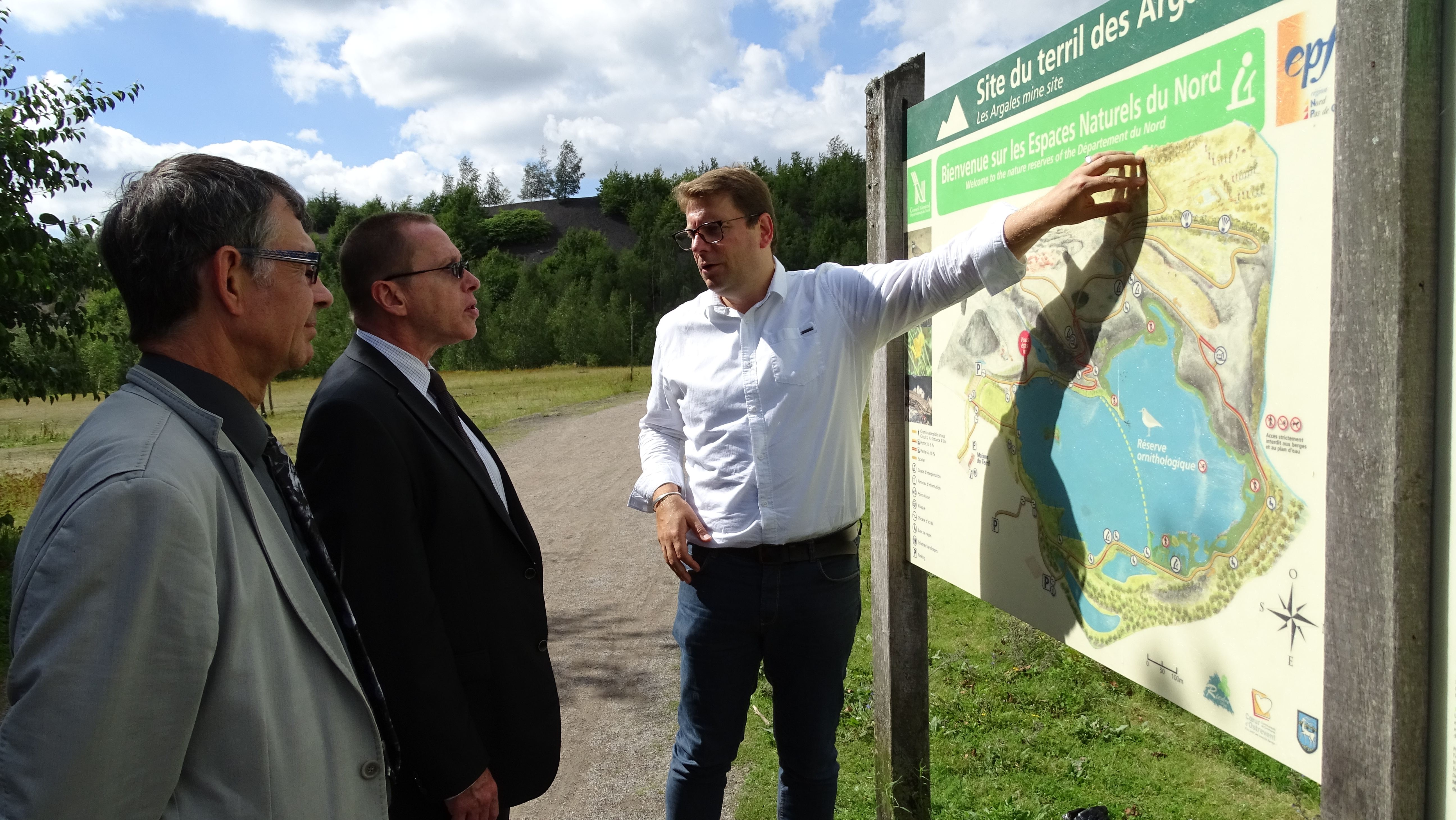
Laurent Houiller, accueillant en 2016 le sous-préfet de Douai  sur le site des Argales.
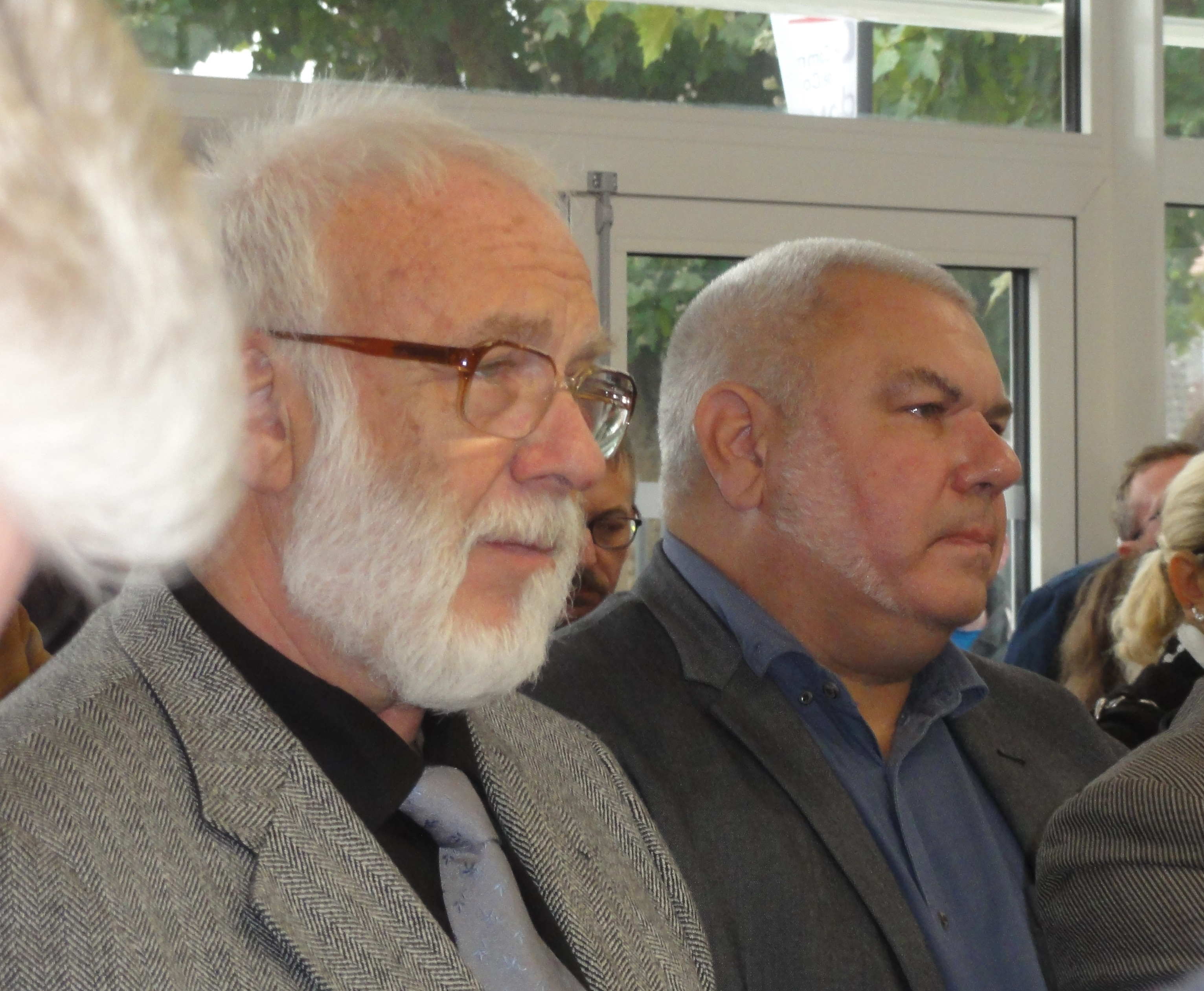
Marc Delécluse avec le maire de Loffre Éric Gouy en 2019.

## Population et société

### Démographie

#### Évolution démographique
L'évolution du nombre d'habitants est connue à travers les recensements de la population effectués dans la commune depuis 1793. Pour les communes de moins de 10 000 habitants, une enquête de recensement portant sur toute la population est réalisée tous les cinq ans, les populations de référence des années intermédiaires étant quant à elles estimées par interpolation ou extrapolation. Pour la commune, le premier recensement exhaustif entrant dans le cadre du nouveau dispositif a été réalisé en 2004.

En 2022, la commune comptait 1 226 habitants, en évolution de −9,85 % par rapport à 2016 (Nord : +0,51 %, France hors Mayotte : +2,11 %).
| 1793 | 1800 | 1806 | 1821 | 1831 | 1836 | 1841 | 1846 | 1851 |
| ---- | ---- | ---- | ---- | ---- | ---- | ---- | ---- | ---- |
| 223  | 303  | 283  | 364  | 387  | 400  | 400  | 405  | 416  |

| 1856 | 1861 | 1866 | 1872 | 1876 | 1881 | 1886 | 1891 | 1896 |
| ---- | ---- | ---- | ---- | ---- | ---- | ---- | ---- | ---- |
| 440  | 459  | 467  | 484  | 503  | 514  | 492  | 510  | 513  |

| 1901 | 1906 | 1911 | 1921 | 1926 | 1931 | 1936 | 1946 | 1954 |
| ---- | ---- | ---- | ---- | ---- | ---- | ---- | ---- | ---- |
| 521  | 664  | 675  | 549  | 546  | 513  | 496  | 999  | 971  |

| 1962  | 1968  | 1975  | 1982  | 1990  | 1999  | 2004  | 2006  | 2009  |
| ----- | ----- | ----- | ----- | ----- | ----- | ----- | ----- | ----- |
| 1 071 | 1 034 | 1 088 | 1 271 | 1 278 | 1 423 | 1 450 | 1 433 | 1 397 |

| 2014  | 2019  | 2022  | - | - | - | - | - | - |
| ----- | ----- | ----- | - | - | - | - | - | - |
| 1 379 | 1 261 | 1 226 | - | - | - | - | - | - |

#### Pyramide des âges
La population de la commune est relativement âgée.
En 2018, le taux de personnes d'un âge inférieur à 30 ans s'élève à 28,6 %, soit en dessous de la moyenne départementale (39,5 %). À l'inverse, le taux de personnes d'âge supérieur à 60 ans est de 35,5 % la même année, alors qu'il est de 22,5 % au niveau départemental.
En 2018, la commune comptait 621 hommes pour 673 femmes, soit un taux de 52,01 % de femmes, légèrement supérieur au taux départemental (51,77 %).
Les pyramides des âges de la commune et du département s'établissent comme suit.
| Hommes | Classe d’âge | Femmes |
| ------ | ------------ | ------ |
| 2,0    | 90 ou +      | 4,0    |
| 7,2    | 75-89 ans    | 13,9   |
| 20,7   | 60-74 ans    | 22,6   |
| 20,3   | 45-59 ans    | 19,4   |
| 17,7   | 30-44 ans    | 14,7   |
| 15,7   | 15-29 ans    | 12,2   |
| 16,4   | 0-14 ans     | 13,1   |

| Hommes | Classe d’âge | Femmes |
| ------ | ------------ | ------ |
| 0,5    | 90 ou +      | 1,4    |
| 5,3    | 75-89 ans    | 8,1    |
| 14,8   | 60-74 ans    | 16,2   |
| 19,1   | 45-59 ans    | 18,4   |
| 19,5   | 30-44 ans    | 18,7   |
| 20,7   | 15-29 ans    | 19,1   |
| 20,2   | 0-14 ans     | 18     |

## Culture locale et patrimoine

### Lieux et monuments
- Le Pigeonnier  Inscrit MH (1973, Façades et toitures de l'ancien pigeonnier)[46], 16 rue Suzanne-Engrand, du XVIIe siècle
- L'église Saint-Amand
- La chapelle Notre-Dame-de-Bonsecours
- L'oratoire Saint-Joseph
- Les caves de Rieulay.
- La médiathèque
- Le terril 144 de Rieulay
- La maison du terril de Rieulay
- Ancienne brasserie-malterie Descloquemant Vandehuchten, construite en 1881, et pillée durant la Première Guerre mondiale puis convertie en dépôt de boissons. En 1992, c'est un commerce[47]

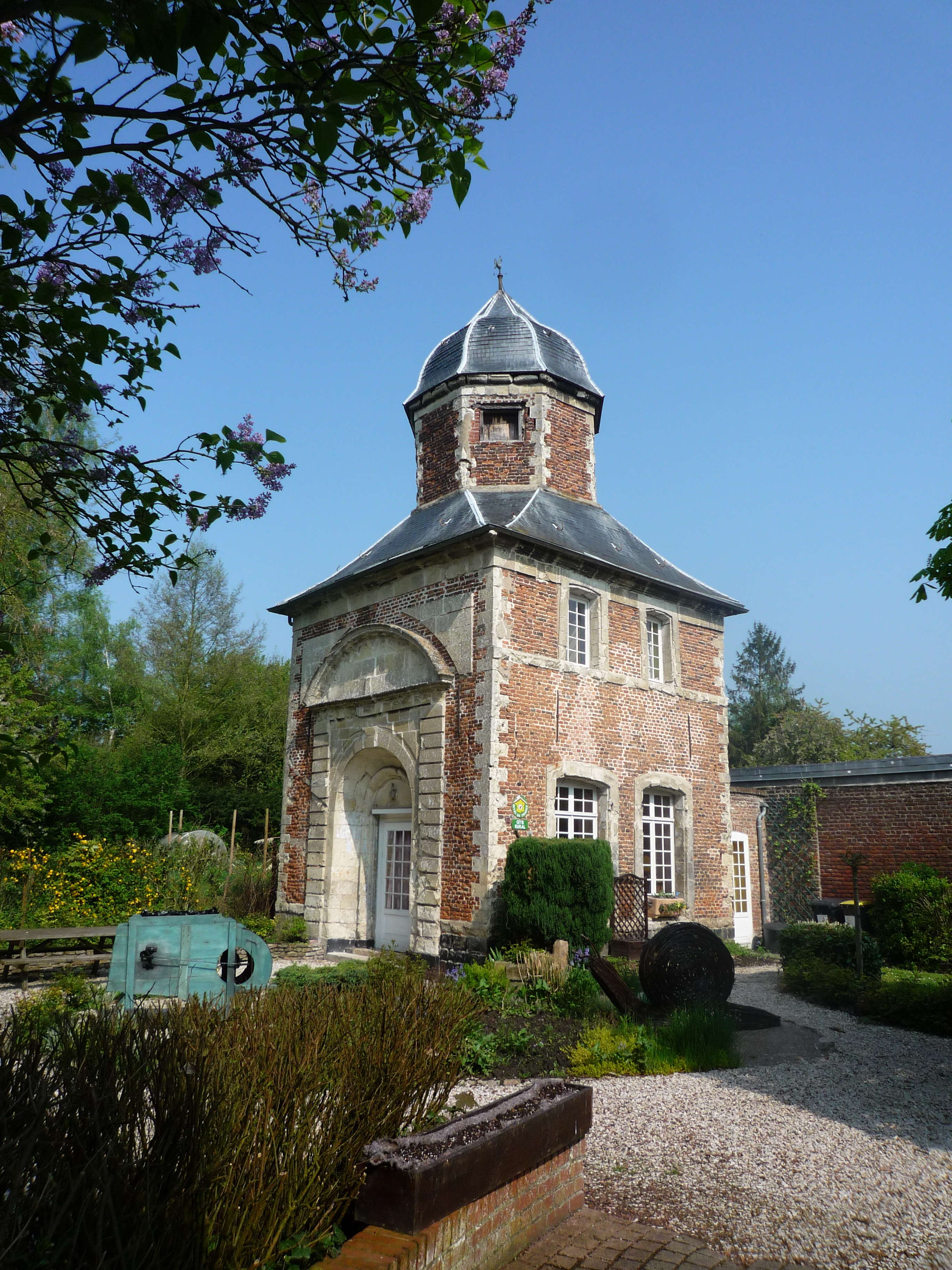
Le pigeonnier.
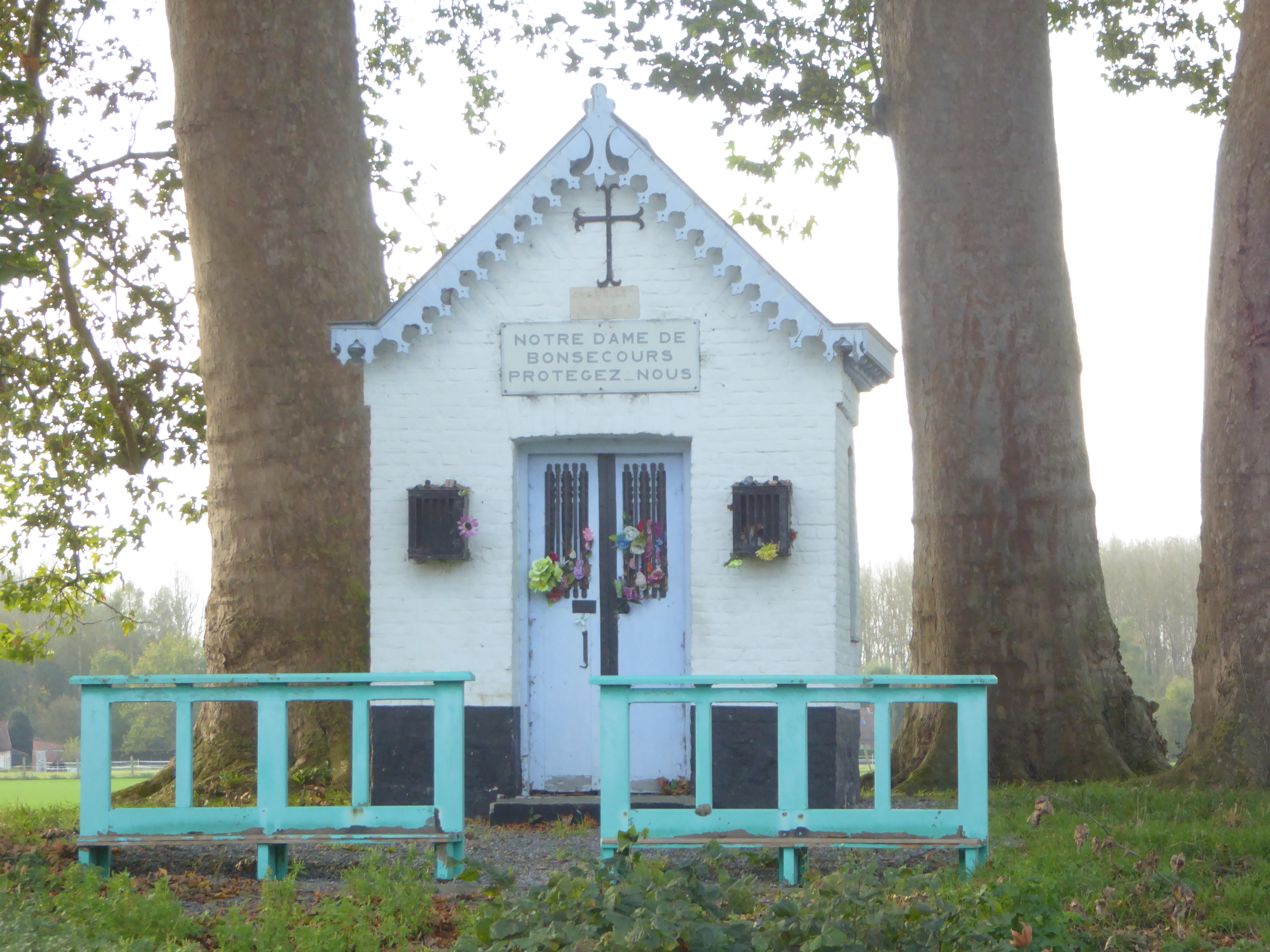
La chapelle Notre-Dame-de-Bonsecours.
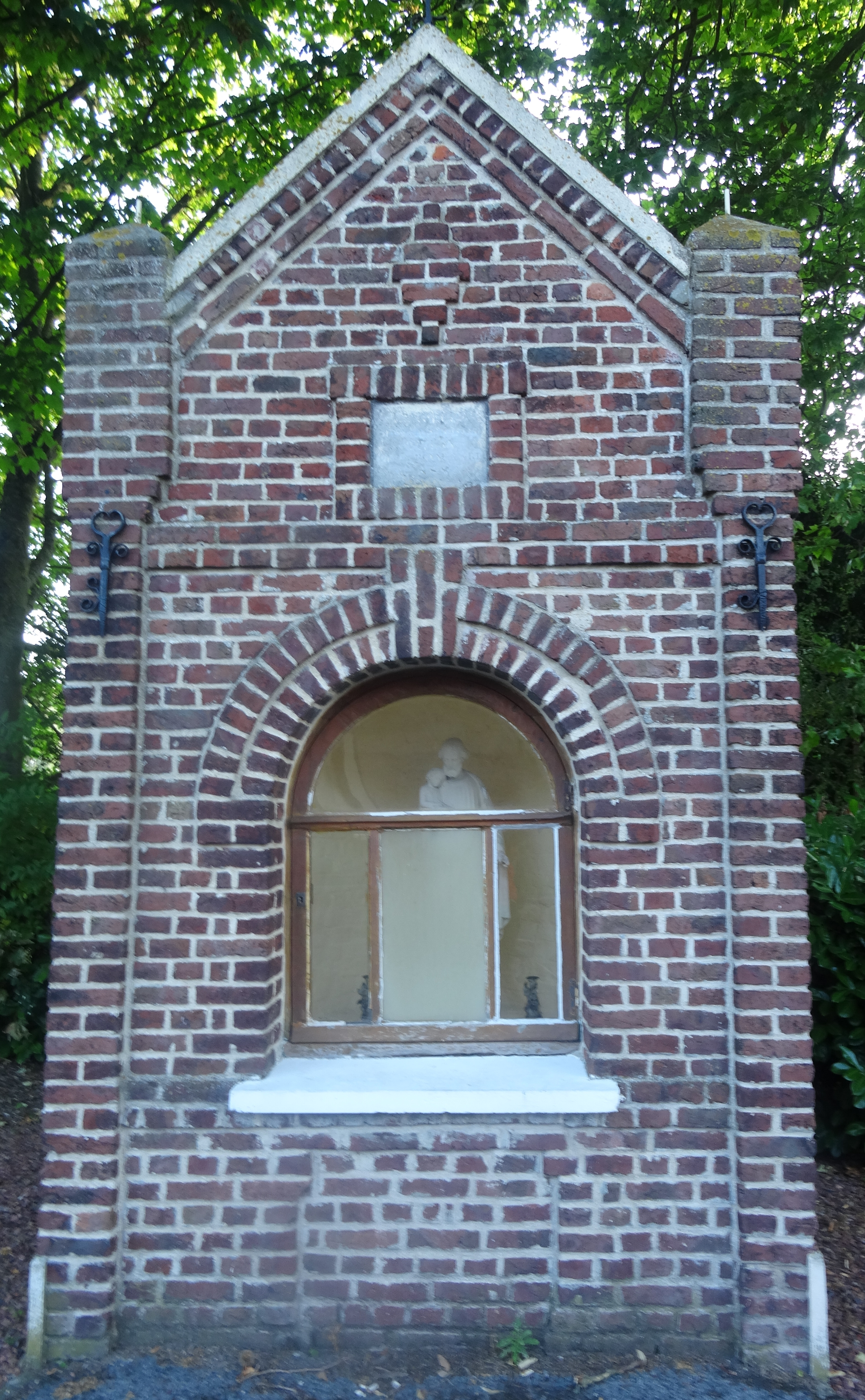
L'oratoire Saint-Joseph.
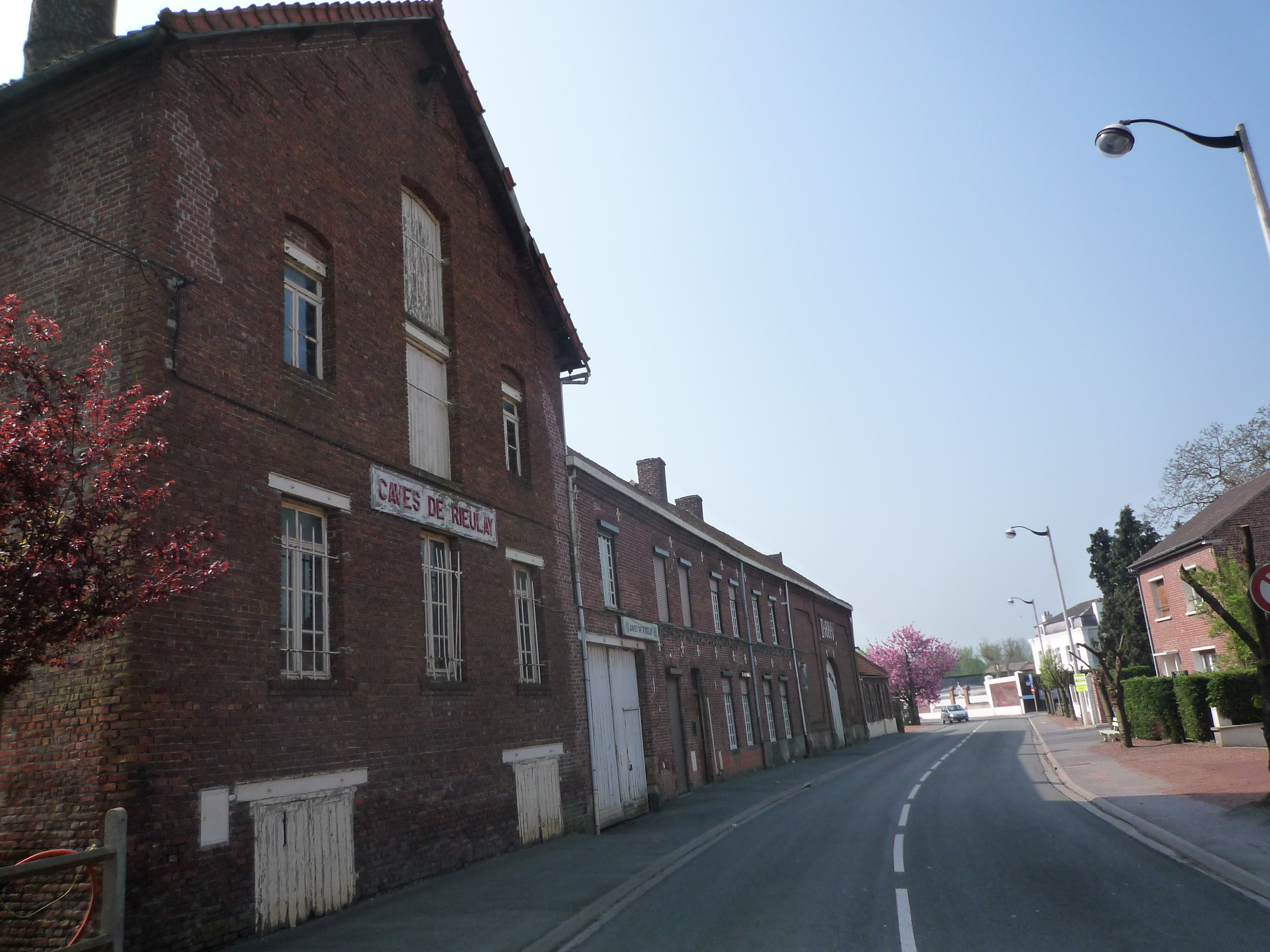
Les caves de Rieulay.
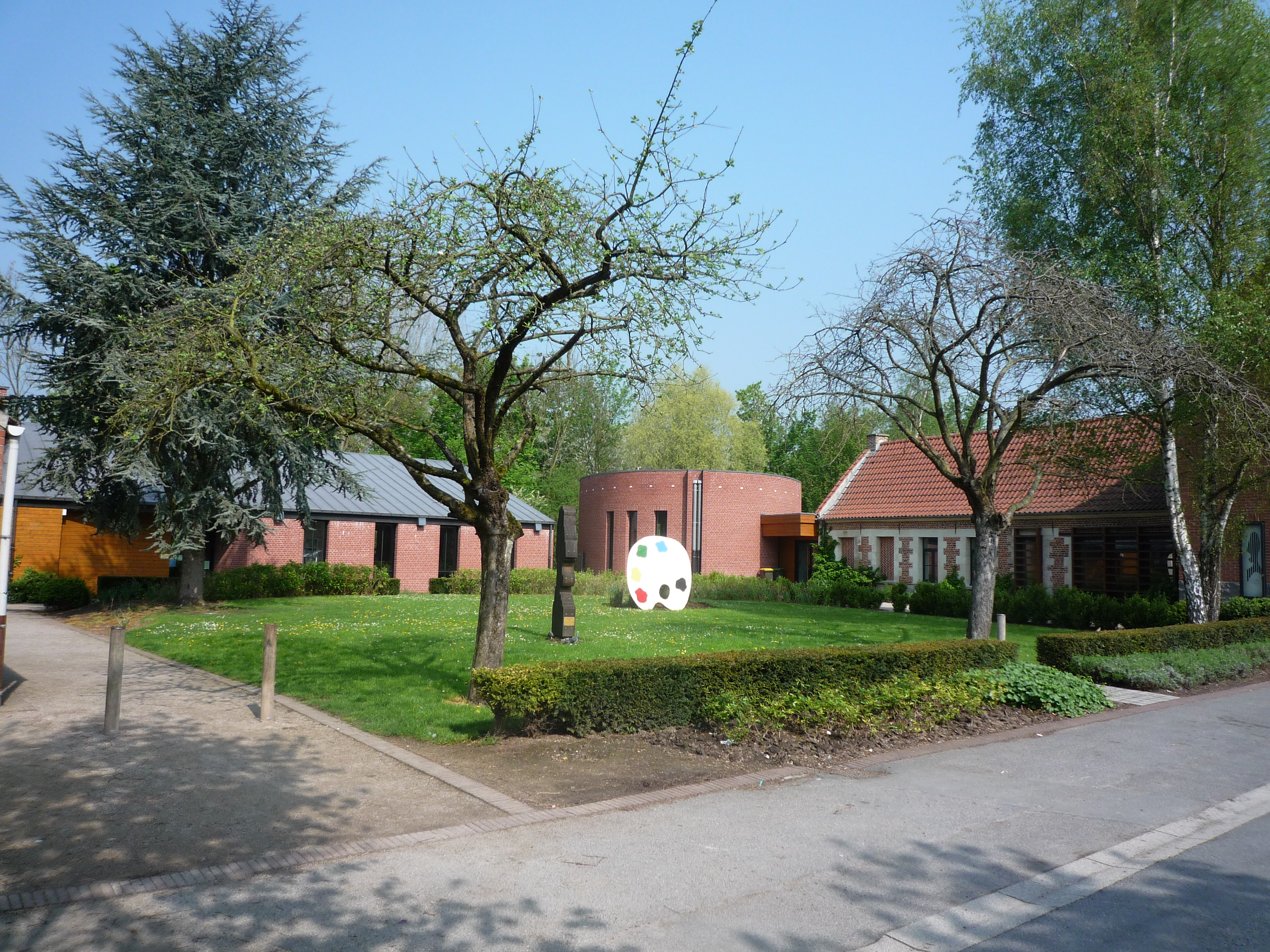
La médiathèque.
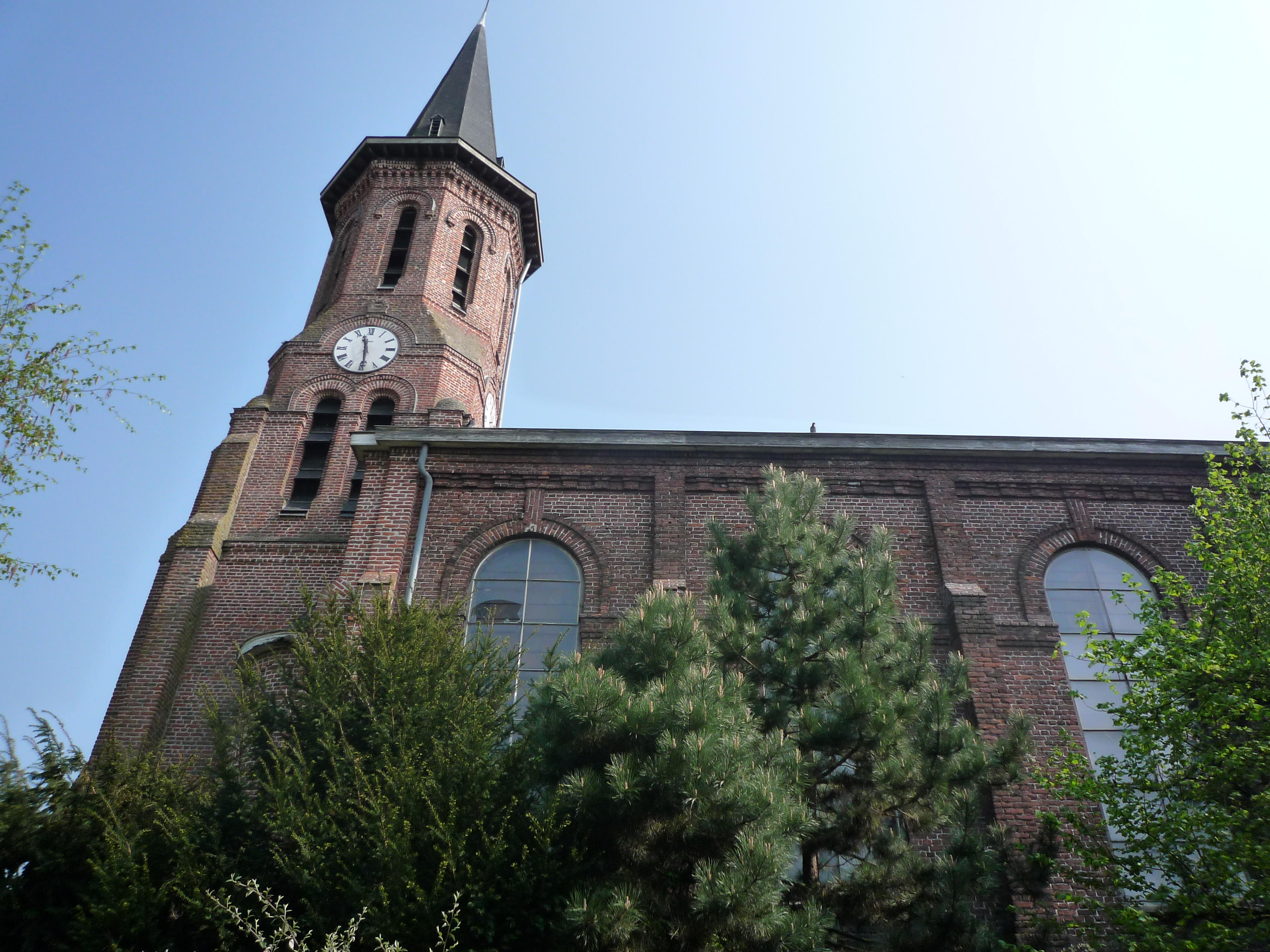
L'église, vue depuis l'ancien cimetière.

### Personnalités liées à la commune

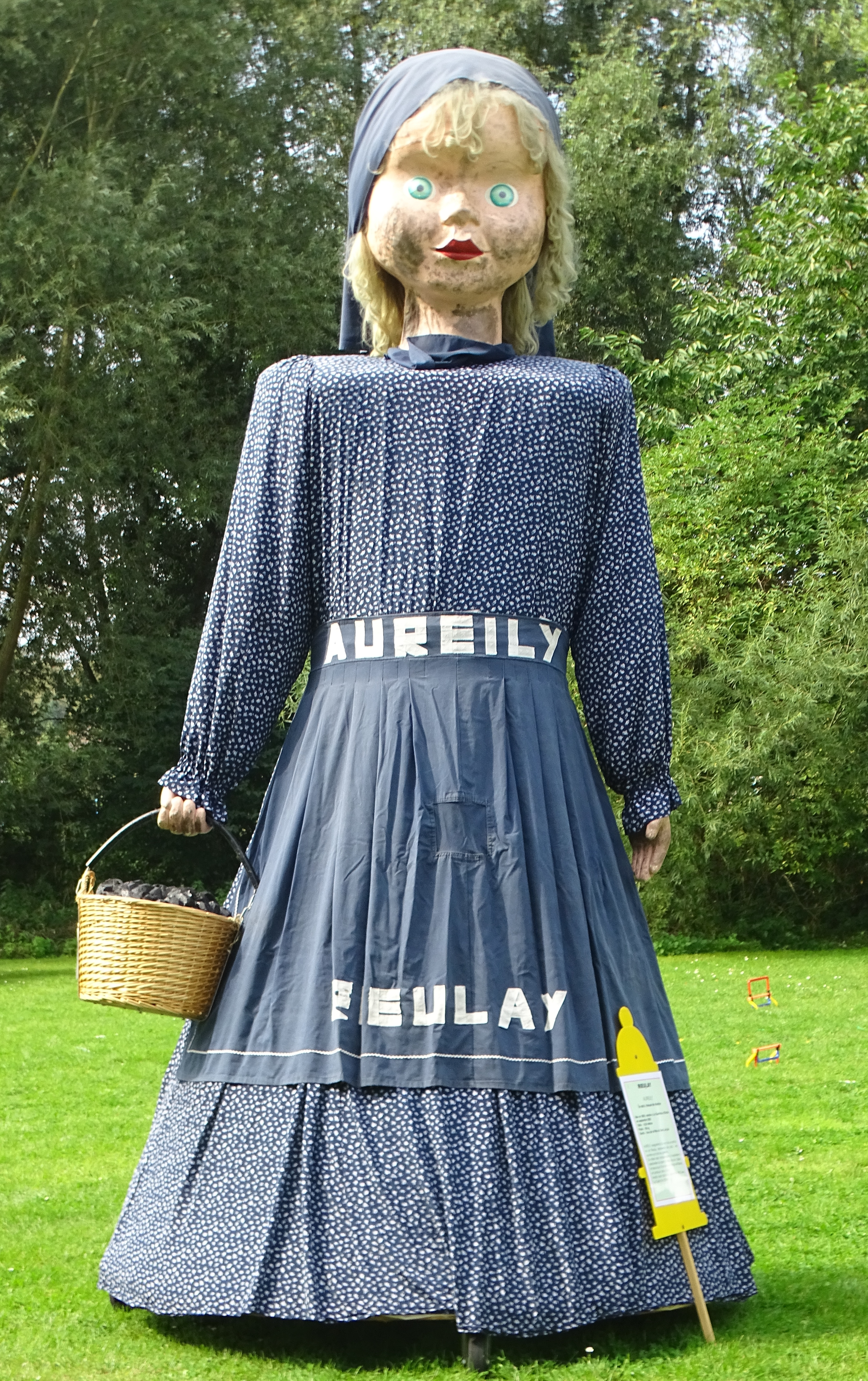
Aureily en septembre 2021.

### Folklore
Rieulay a pour géante Aureily, son nom étant l'anagramme de celui de la commune. Créée en 2000, elle mesure 4,20 mètres, pèse quatre-vingt-dix kilogrammes et est mariée depuis septembre 2002 avec La Guerliche d'Erchin.

### Héraldique
| Blason de Rieulay | Blason  | D'hermines à la croix de gueules, chargée de cinq roses d'or. |
| Blason de Rieulay | Détails | Le statut officiel du blason reste à déterminer.              |